# Günter Mangelsdorf
Günter Mangelsdorf (* 20. Juli 1947 in Prietzen, Landkreis Westhavelland; † 12. Juli 2008 in Greifswald) war ein deutscher Prähistoriker und Mittelalterarchäologe. Von 1984 bis 2004 arbeitete er an der Ernst-Moritz-Arndt-Universität Greifswald, seit 1992 als ordentlicher Professor.

## Leben
Mangelsdorf wuchs im Havelland auf. Sein Studium schloss er 1972 an der Martin-Luther-Universität Halle-Wittenberg als Diplom-Prähistoriker ab. 1975 wurde er an der Pädagogischen Hochschule „Karl Liebknecht“ in Potsdam mit einer Arbeit über die mittelalterlichen Ortswüstungen des Havellands promoviert, die zwischen 1970 und 1974 auf Anregung seines halleschen Lehrers Erich Neuß entstanden war. Die Arbeit wurde 1994 in veränderter Form als Monografie veröffentlicht. Ab 1973/1974 arbeitete er als Stadt- und Kreisarchäologe in Brandenburg an der Havel.
1984 erhielt Mangelsdorf eine Stelle als wissenschaftlicher Assistent für Ur- und Frühgeschichte an der Ernst-Moritz-Arndt-Universität Greifswald, an der er über zwei Jahrzehnte wirken sollte. 1985 wurde er hier Kustos der Sammlung vorgeschichtlicher Altertümer. 1984 habilitierte er sich hier mit Studien zur mittelalterlichen Keramik des 12. bis 15. Jahrhunderts im westlichen Brandenburg.
1990 wurde er Hochschuldozent. Gleichzeitig wurde unter Rektor Hans-Jürgen Zobel das Institut für Ur- und Frühgeschichte der Universität Greifswald wiedergegründet und Mangelsdorf zum Direktor des Instituts, dem ersten seit Carl Engel († 1947). 1992 wurde Mangelsdorf ordentlicher Professor. Es gelang Mangelsdorf, das Fach Ur- und Frühgeschichte in Greifswald auszubauen. Zu den Nebenfachstudenten traten ab 1992 Hauptfachstudenten. 1996 verfügte die Universitätsleitung unter Zobels Nachfolger Jürgen Kohler die erneute Schließung des Instituts für Ur- und Frühgeschichte, der Lehrstuhl wurde dem Historischen Institut angegliedert. Mangelsdorf wurde zum 1. Dezember 2004 in den Ruhestand versetzt. Sein Lehrstuhl wurde nicht wieder besetzt. Am 12. Juli 2008 starb Günter Mangelsdorf nach langer schwerer Krankheit.
Mangelsdorfs Forschungsschwerpunkt lag in der Archäologie des slawischen und frühdeutschen Mittelalters (siehe: Mittelalterarchäologie). In den 1990er Jahren nahm er unter anderem Ausgrabungen am Kloster Eldena und am Kloster Grobe vor. Er widmete sich aber auch der Forschungsgeschichte der Ur- und Frühgeschichte, so gab er 2007 die Tagebücher von Carl Engel, seinem Vorgänger auf dem Lehrstuhl, heraus.
Mangelsdorf war Mitglied der Historischen Kommission für Pommern, zeitweise auch Vorstandsmitglied.

## Schriften (Auswahl)

### Autor
- Die Ortswüstungen des Havellandes. In: Veröffentlichungen der Historischen Kommission zu Berlin. Band 86.  De Gruyter, Berlin 1994, ISBN 978-3-11-014086-6.
- Studien zur mittelalterlichen Keramik des 12. bis 15. Jahrhunderts im westlichen Brandenburg. Europäische Hochschulschriften. Reihe 38, Band 50. Frankfurt am Main 1994. (Habilitationsschrift)
- Kloster Grobe bei Usedom. Bericht über die Ergebnisse einer Ausgrabung. In: Greifswalder Mitteilungen. Band 3, 1999, S. 155–190.
- Neue Ausgrabungen in der Klosterruine von Eldena bei Greifswald.  In: Greifswalder Mitteilungen. Band 3, 1999, S. 225–291.
- 20 Jahre Ur- und Frühgeschichte an der Ernst-Moritz-Arndt-Universität in Greifswald – eine Bilanz. In: Baltische Studien. Band 91 N.F., 2005, ISSN 0067-3099, S. 139–158.

### Herausgeber
- Zwischen Greifswald und Riga. Auszüge aus den Tagebüchern des Greifswalder Rektors und Professors der Ur- und Frühgeschichte, Dr. Carl Engel, vom 1. November 1938 bis 26. Juli 1945. Beiträge zur Geschichte der Universität Greifswald, Band 7. Franz Steiner Verlag, Stuttgart 2007, ISBN 978-3-515-08942-5.